# Xã White Cloud, Quận Mills, Iowa
Xã White Cloud (tiếng Anh: White Cloud Township) là một xã thuộc quận Mills, tiểu bang Iowa, Hoa Kỳ. Năm 2010, dân số của xã này là 168 người.